# Eustochomorpha haeckeli
Eustochomorpha haeckeli är en stekelart som beskrevs av Girault 1915. Eustochomorpha haeckeli ingår i släktet Eustochomorpha och familjen dvärgsteklar. Inga underarter finns listade i Catalogue of Life.